# Balabagan
Balabagan (Bayan ng Balabagan) är en kommun i Filippinerna. Kommunen ligger på ön Mindanao, och tillhör provinsen Lanao del Sur. Folkmängden uppgår till 24 558 invånare.

## Barangayer
Balabagan är indelat i 27 barangayer.
| - Banago - Barorao - Batuan - Budas - Calilangan - Igabay - Lalabuan - Magulalung Occidental - Magulalung Oriental - Molimoc - Narra - Plasan - Purakan - Buisan (Bengabeng) | - Buenavista - Lorenzo - Lower Itil - Macao - Poblacion (Balabagan) - Upper Itil - Bagoaingud - Ilian - Lumbac - Matampay - Matanog - Pindolonan - Tataya |